# لری گاگوسیان

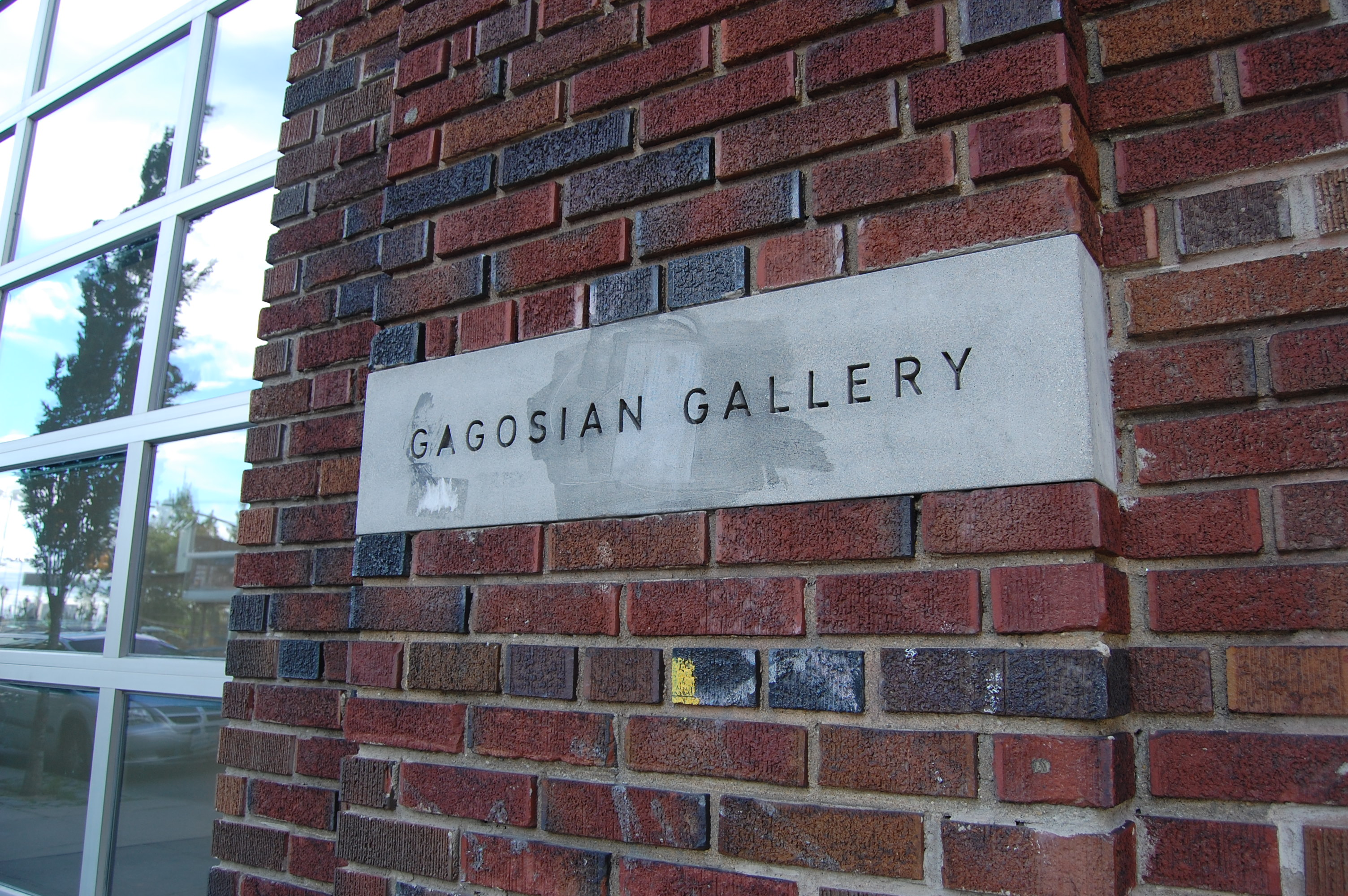

لارنس گیلبرت "لَری" گاگوسیان (انگلیسی: Lawrence Gilbert "Larry" Gagosian; زاده ۱۹ آوریل ۱۹۴۵ در لس آنجلس، کالیفرنیا) یکی از برجسته‌ترین دلال‌های هنری جهان است و آمریکایی ارمنی‌تبار است. وی مالک ۱۱ گالری به نام‌های «گالری گاگوسیان» در برخی از مهم‌ترین شهرهای جهان است.
در سال ۲۰۱۳ میلادی، نشریه معتبر آرت‌ریویو، لَری گاگوسیان را در ردیف «چهارم» فهرست سالیانه «۱۰۰ چهره قدرتمند دنیای هنر» قرار داد.